# جاك بريل
جاك بريل (8 أبريل 1929 - 9 أكتوبر 1978) مغني وكاتب غنائي، وممثل ومخرج بلجيكي، لحن وأداء أغانية بشكل حساس، خلق له أسلوب خاصاً وجذب له اتباع في فرنسا في بداية الأمر، وفي جميع أنحاء العالم في وقت لاحق على الرغم من انه سجلت معظم أغانيه باللغة الفرنسية وأصبح له تأثير كبير على الشعراء والفنانين الناطقين بالإنكليزية مثل ديفيد باوي، ليونارد كوهين، رود ماكوين.
سجلت الترجمات الإنجليزية من أغانيه من قبل العديد من الفنانين الكبار في الولايات المتحدة، بما في ذلك راي تشارلز، جودي كولينز، جون دنفر، وكينغستون تريو، نينا سيمون، فرانك سيناترا، سكوت ووكر، واندي وليامز.
كان بريل أيضا ممثل ناجح، حيث ظهر في عشرة أفلام وأهمها فيلم L'emmerdeur 1973 الذي شارك بطولته مع النجم السينمائي الشهير لينو فنتورا. وكذلك كانت له تجربة في الاخراج السينمائي حيث أخرج فيلمين، ورشح ل جائزة السعفة الذهبية في مهرجان كان السينمائي عام 1973. باع جاك بريل أكثر من 25 مليون سجل في جميع أنحاء العالم، ويعد ثالثاً في قائمة الفنانين البلجيكين الأكثر مبيعا في كل العصور.

## حياته
ولد جاك رومان جورج بريل في 8 نيسان 1929 في سكاربيك، بروكسل، بلجيكا لوالده رومان بريل وإليزبيث لامبرتيني بريل. كان والده مدير مصنع كرتون وبدأت موهبته بالظهور منذ المدرسة الابتدائية، طفل حالم وموهوب ذو شخصية فريدة من نوعها ثم بدأ الغناء في معهد سان لويس عام 1941, وكأي أسطوره تختلف فيها الأقوال والآراء يمكن القول بان الغناء قبل بريل لم يعد مثلما أصبح بعده، فرانك سينتارا أضاف إلى الغناء والأداء، لوي آرمسترونغ، البيتلز، جميعهم لايمكنهم مقارعة ذلك البلجيكي الذي كان يغني في أهم مسارح فرنسا والعالم بصوره يوميه، ويقول في إحدى المقابلات التلفزيونية معه أنه يمكن أن يعيش بدون غناء هو فقط لايستغني عن الكتابة فهو مضطر لأن يغني لأن المغنيين المحترفين يعتقدون بأن الاغنيات التي يكتبها سيئه، فهو يكتب ببساطه لانه يريد ذلك ويحب ذلك ويستمتع بكل مايفعله هو لا يبحث عن المجد أوالشهرة، الأضواء تطارده وهو يهرب منها.
- تزوج عام 1950 من تيريز ميشيلسن وأنجب ابنته الأولى شانتال عام 1951 وطبع اسطوانته الأولى في بروكسل عام 1953 وقد عمل في مجال الموسيقا والغناء والكتابة والتلفزيون والراديو والسينما والمسرح.
- بعد اعتزاله ذهب إلى جزر الماركيز البعيده في منتصف المحيط الهادي وأصيب في هذه الفترة بسرطان الرئة الذ أفضى إلى وفاته في التاسع من تشرين الأول عام 1978 في الساعة الرابعة وعشر دقائق فجراً.
- لم يكن بريل يغني للحب وحده، فعل ذلك عل أفضل مايكون في «ماتيلد» و«لاتتركيني» كان يغني للمتعبين والمهمشين من الداخل الذين يعانون جميع حالات الضعف والابتذال النفسي، كذلك في أغنية «ماتيلد» الأغنية التي قلبت أي فكرة مسبقه عن الأغنية العاطفيه مع صوت البيانو الذي يجعل بريل وحيدافي منازله مفتوحه تنتهي لصالحه مع هذه إلى له العبقرية.
- وأغنية «لا تتركيني» (بالفرنسية: Ne me quitte pas)، تُعد من أشهر أغانيه، وأكثر أُغنية قام بتقليدها الكثير من المغنين حول العالم. حيث تمت ترجمتها إلى الإنجليزية تحت اسم «لو ذهبت بعيداً» (If You Go Away)، ويُعد أشهر من قام بغناءها بلحنها الأصلي ولكن بالكلمات الإنجليزية المغني فرانك سيناترا، وغيره الكثير من المغنين. وفي أحد المقابلات لجاك بريل علّق على ذلك بأنه اندهش عندما سمع فرانك سيناترا يغني إحدى أغنياته، حيث أن سيناترا كان مصدر إلهام له عندما كان صغيراً. بالرغم من ذلك قال جاك بريل: أن سيناترا قام بأدائها بشكل رائع ولكنه ما زال يفضل نسخته الأصلية.[بحاجة لمصدر]
في سنة 2005 تصدر جاك بريل قائمة أعظم البلجيكيين في الاستفتاء الذي أجراه البرنامج الذي يحمل الاسم ذاته في قناة آر تي بي إف البلجيكية الناطقة بالفرنسية.

## روابط خارجية
- جاك بريل على موقع IMDb (الإنجليزية)
- جاك بريل على موقع الموسوعة البريطانية (الإنجليزية)
- جاك بريل على موقع مونزينجر (الألمانية)
- جاك بريل على موقع ألو سيني (الفرنسية)
- جاك بريل على موقع ميوزك برينز (الإنجليزية)
- جاك بريل على موقع أول موفي (الإنجليزية)
- جاك بريل على موقع قاعدة بيانات برودواي على الإنترنت (الإنجليزية)
- جاك بريل على موقع قاعدة بيانات الأفلام السويدية (السويدية)
- جاك بريل على موقع إن إن دي بي (الإنجليزية)
- جاك بريل على موقع أول ميوزيك (الإنجليزية)